# Antoine Nabil Andari
Antoine Nabil Andari (* 8. November 1949 in Billa) ist ein libanesischer maronitischer Geistlicher und emeritierter Weihbischof der Eparchie Joubbé, Sarba und Jounieh.

## Leben
Antoine Nabil Andari empfing am 27. August 1977 das Sakrament der Priesterweihe.
Am 7. Juni 1997 ernannte ihn Papst Johannes Paul II. zum Titularbischof von Tarsus dei Maroniti und bestellte ihn zum Kurienbischof im Maronitischen Patriarchat von Antiochien. Der Maronitische Patriarch von Antiochien und des ganzen Orients, Nasrallah Boutros Kardinal Sfeir, spendete ihm am 1. November desselben Jahres die Bischofsweihe; Mitkonsekratoren waren der Weihbischof in der Eparchie Joubbé und Sarba, Francis Némé Baïssari, und der Erzbischof der Erzeparchie Antelien, Joseph Mohsen Béchara.
2011 wurde er zum Weihbischof in der Eparchie Joubbé, Sarba und Jounieh ernannt.
Am 14. Juni 2025 wurde sein altersbedingter Rücktritt bekanntgegeben.